# 江川英元
江川 英元（えがわ ひでもと、永正10年（1513年） - 永禄4年（1561年））は、後北条氏の家臣。彦左衛門英景の子。太郎右衛門尉。

## 生涯
『小田原衆所領役帳』の伊豆衆に江川の名が見られ、伊豆国立野（下田市）に30貫文の役高を持っている。
『北条五代記』によれば、国府台合戦で里見氏と戦い軍功をあげた。
子の英吉も北条氏に仕え、豊臣秀吉による小田原征伐の際は韮山城の籠城に参加し武功を挙げた。英吉の子の英長が徳川家康に仕えて本領を安堵され、蔭山氏広の養女のお万が家康に入輿した際は仮親を務めた他、大坂の陣にも参戦している。
江川氏は戦国時代から酒造業を営んでおり、造ったお酒は銘酒として「江川酒」（「江川樽」）と称され、京都でも珍重された。また、後北条氏や結城政勝・今川義元・織田信長・徳川家康・上杉謙信等に贈答品として贈られている。『言継卿記』では、駿府に滞在していた山科言継に江川酒を振る舞っている。